# راي هوبكينز
راي هوبكينز (بالإنجليزية: Ray Hopkins)‏ هو لاعب اتحاد الرغبي بريطاني، ولد في 8 يوليو 1946 في Maesteg ‏ في المملكة المتحدة.